# Hanggin Qi
Hanggin Qi (chorągiew Hanggin; chiń. 杭锦旗; pinyin: Hángjǐn Qí) – chorągiew w północnych Chinach, w regionie autonomicznym Mongolia Wewnętrzna, w prefekturze miejskiej Ordos. W 1999 roku liczyła 132 791 mieszkańców.